# 조선총독부 재판소
조선총독부 재판소(일본어: 朝鮮総督府裁判所 초센소토쿠후사이반쇼[*])는 일제강점기에 조선총독부 관할 아래에 있었던 재판소이다.

## 기구
1912년(메이지 45년) 3월 18일의 개정 이후 기구에 큰 변경은 없었다.
- 고등법원 - 경성
  - 복심법원 - 경성/평양/대구
    - 지방법원 - 경성·공주(→대전[1])·함흥·청진/평양·신의주·해주/대구·부산·광주·전주
      - 지방법원지청
      - 지방법원출장소

검사는 재판소 검사국의 소속이다.
- 고등법원 검사국
  - 복심법원 검사국
    - 지방법원 검사국
      - 지방법원지청 검사분국

## 역대 조선고등법원장
| 역대 | 이름                           | 취임            | 이임            |
| ---- | ------------------------------ | --------------- | --------------- |
| 1    | 와타나베 노부 (渡辺暢)         | 1910년 9월 30일 | 1923년 4월 7일  |
| 2    | 요코타 고로 (横田五郎)         | 1923년 4월 8일  | 1932년 1월 29일 |
| 3    | 후카사와 신이치로 (深沢新一郎) | 1932년 1월 30일 | 1934년 9월 1일  |
| 4    | 오가와 데이 (小川悌)           | 1934년 10월 2일 | 1939년 4월 16일 |
| 5    | 하라 마사카나에 (原正鼎)       | 1939년 4월 17일 | 1943년 1월 27일 |
| 6    | 기토 효이치 (喜頭兵一)         | 1943년 1월 28일 |                 |